# 황계선
황계선(黃桂仙)은 대한민국의 탁구 선수였다. 1957년 필리핀 마닐라 아시아 선수권대회에서 단체 은메달을 획득하였다.